# Шарли (Рона)
Шарли (фр. Charly) је насељено место у Француској у региону Рона-Алпи, у департману Рона.
По подацима из 2011. године у општини је живело 4481 становника, а густина насељености је износила 880,35 становника/km².

## Демографија
| 1962. | 1968. | 1975. | 1982. | 1990. | 2011. |
| ----- | ----- | ----- | ----- | ----- | ----- |
| 1.434 | 1.648 | 2.392 | 2.864 | 3.233 | 4.481 |